# Harmony Books
Harmony Books es un sello editorial del grupo Crown Publishing Group, es una sub-marca de la casa editorial Penguin Random House.

## Algunos libros recientes
- La manera de Cesar, Cesar Millan y Melissa Jo Peltier
- Ageless Body, Timeless Mind, Deepak Chopra
- Suzanne Somers' Eat Great Lose Weight, Suzanne Somers
- The Seven Principles for Making Marriage Work, John Gottman y Nan Silver
- Anatomy of Spirit, Carolyn Myss. Ph. D
- Change Your Brain, Change Your Life, Daniel Amen
- Master Your Metabolism, Jillian Michaels
- The 4-Hour Body, Timothy Ferriss
- The Fast Metabolism Diet, Haylie Pomroy